# Ironman 70.3 Oceanside
Ironman 70.3 Oceanside (früher Ironman 70.3 California) ist seit 2006 der Name einer bei Oceanside (Kalifornien) stattfindenden Triathlon-Sportveranstaltung über die Distanz 1,9 km Schwimmen, 90 km Radfahren und 21,1 km Laufen. Von 2002 bis 2005 wurde diese über die gleiche Distanz unter dem Namen Ralph′s California Half-Ironman ausgerichtet. Von 2000 bis 2001 wurde an gleicher Stelle vom gleichen Veranstalter der Isuzu Ironman California über die doppelte Distanz veranstaltet.
Der Triathlon wird heute von der World Triathlon Corporation im Rahmen seiner Ironman 70.3-Triathlonserie veranstaltet. Das Markenzeichen Ironman 70.3 leitet sich aus der Gesamtdistanz der Strecke von 70,3 Meilen (entsprechend 113 km) ab.

## Organisation
Initiator des Ironman California war der Kanadier Graham Fraser, der 1996 die Organisation des Ironman Canada übernommen hatte. Fraser bzw. dessen Firma Ironman North America (IronmanNA) hatte bereits 1999 mit dem Ironman USA und dem Ironman Florida die zweite und dritte Triathlonveranstaltung auf dem nordamerikanischen Festland mit dem Markenzeichen Ironman im Veranstaltungsnamen initiiert. 
Für die Nutzung des Markenzeichens zahlte Fraser bzw. Ironman North America Gebühren an die WTC, im Gegenzug konnten die bestplatzierten Amateure und Profi-Triathleten beim Ironman California Startplätze für den von der WTC veranstalteten Ironman Hawaii erwerben.
Oceanside liegt im San Diego County, wo die beiden Amerikaner Jack Johnstone und Don Shanahan am 25. September 1974 mit 46 Teilnehmern rund 50 km südlich in der Lagune Mission Bay die weltweit erste Mehrkampf-Veranstaltung von Schwimmsport, Radsport und Laufsport unter dem Namen Triathlon veranstalteten.

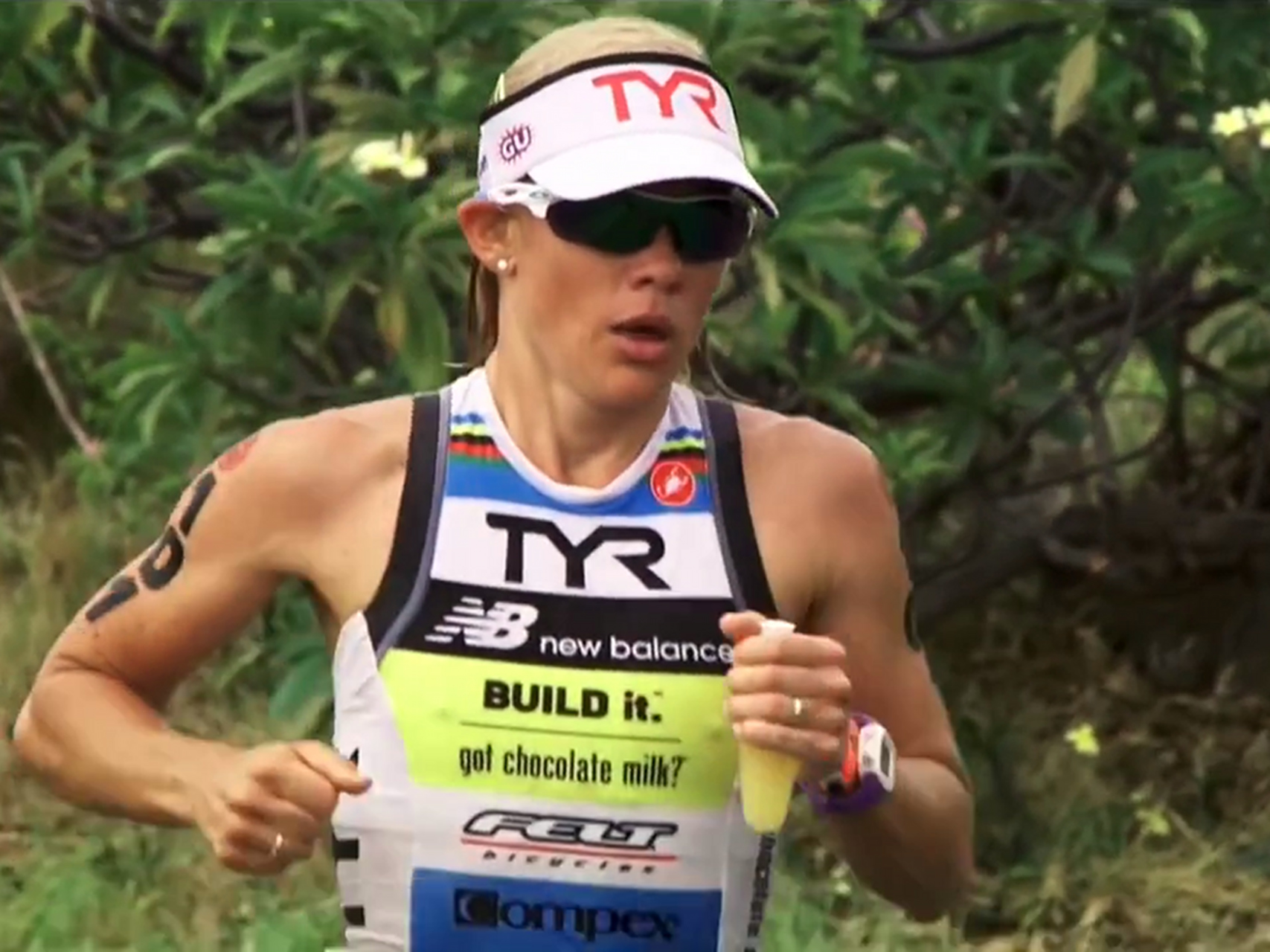
Mirinda Carfrae, dreimalige Siegerin

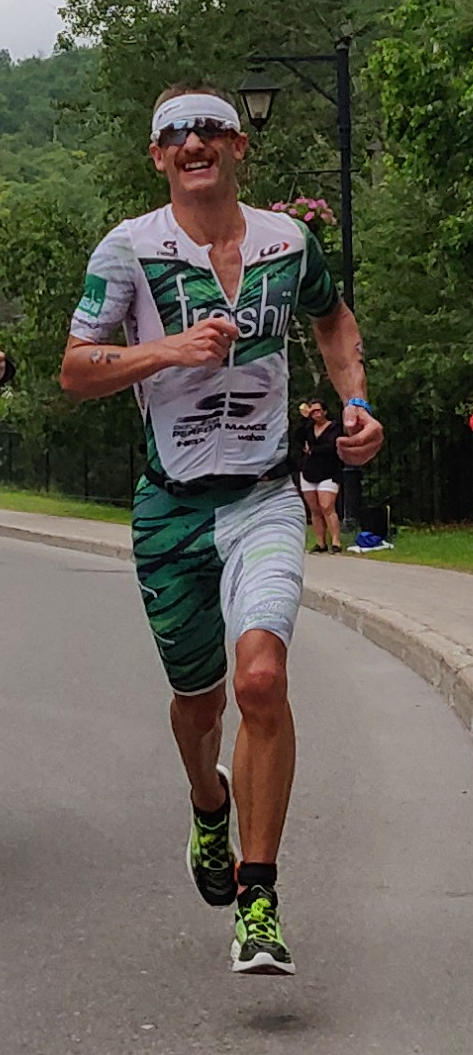
Lionel Sanders, viermaliger Sieger

2002 wurde die Streckenlänge des Ironman California auf 1,9 km Schwimmen, 90 km Radfahren und 21,1 km Laufen halbiert und die Veranstaltung als Ralph′s California Half-Ironman fortgeführt, wobei unverändert Startplätze für den Ironman Hawaii von den schnellsten Athleten erworben werden konnten.
2006 wurde der Veranstaltungsname bei gleichbleibender Streckenlänge in Ironman 70.3 California geändert. Anstelle von Startplätzen für den Ironman Hawaii konnten die schnellsten Athleten jetzt Startplätze für einen von der WTC zunächst in Clearwater (Florida) veranstalteten Triathlon erwerben, der unter dem Namen Ironman 70.3 World Championship beworben wurde.
Dieser ist formal keine durch einen internationalen Sportverband vergebene Weltmeisterschaft: Das Recht zur Nutzung des Begriffs World Championship leitete die WTC aus 1981 eingetragenen Markenzeichen ab. 2006 bestätigte das Court of Arbitration for Sport, dass die Gültigkeit einer diesbezüglich 1998 zwischen dem weltweiten Dachverband ITU und der WTC getroffenen Vereinbarung auch für deren neues Markenzeichen Ironman 70.3 gelte.
Nachdem die WTC 2008 durch ein Private-Equity-Unternehmen übernommen worden war, verkaufte Fraser Anfang 2009 den US-amerikanischen Teil seiner zwischenzeitlich in North American Sports umbenannten Firma an die WTC. Seither wird die Veranstaltung direkt durch die WTC organisiert.
Die ursprünglich für den 4. April 2020 geplante Austragung wurde Anfang März im Rahmen der Ausbreitung des Coronavirus auf einen Termin im Oktober verschoben. Im April 2023 wurde aufgrund niedriger Temperaturen lediglich im Hafenbecken geschwommen und auf einen Landstart ins offene Meer verzichtet.
Das letzte Rennen wurde hier am 5. April 2025 ausgetragen und es wurden unter anderem der Vorjahressieger Lionel Sanders, der amtierende Ironman-Weltmeister Patrick Lange sowie die Norweger Kristian Blummenfelt und Gustav Iden am Start erwartet. Bei den Frauen hatten unter anderem die Inhaberin des Streckenrekords Tamara Jewett, Paula Findlay, Jackie Hering und Danielle Lewis ihren Start angekündigt. Als Sieger trugen sich schließlich zum zweiten Mal Paula Findlay und zum vierten Mal Lionel Sanders ein.

## Streckenverlauf
- Die Schwimmdistanz (1,9 km) erstreckt sich über eine Runde im Hafen von Oceanside.
- Die Radstrecke mit insgesamt rund 830 Höhenmetern auf 90 km geht in einer Runde nördlich vom Hafen wieder zum Hafen zurück.
- Die Laufstrecke führt über 21,1 km in zwei Runden auf der Strandpromenade in Oceanside.

## Siegerliste

### Ironman 70.3 – seit 2006
Seit 2006 wird das neue Markenzeichen der WTC, Ironman 70.3, im Veranstaltungsnamen genutzt.
| Datum/Jahr    | Männer               | Männer            | Männer              | Frauen              | Frauen              | Frauen           |
| Datum/Jahr    | Erster Platz         | Zweiter Platz     | Dritter Platz       | Erster Platz        | Zweiter Platz       | Dritter Platz    |
| ------------- | -------------------- | ----------------- | ------------------- | ------------------- | ------------------- | ---------------- |
| 28. März 2026 |                      |                   |                     |                     |                     |                  |
| 5. Apr. 2025  | Lionel Sanders -4-   | Rodolphe Von Berg | Gustav Iden         | Paula Findlay -2-   | Jackie Hering       | Danielle Lewis   |
| 6. Apr. 2024  | Lionel Sanders -3-   | Sam Long          | Jackson Laundry     | Taylor Knibb -2-    | Emma Pallant-Browne | Paula Findlay    |
| 1. Apr. 2023  | Léo Bergère          | Jason West        | Jackson Laundry     | Tamara Jewett (SR)  | Chelsea Sodaro      | Katrina Matthews |
| 2. Apr. 2022  | Jackson Laundry      | Lionel Sanders    | Rodolphe Von Berg   | Taylor Knibb        | Luisa Baptista      | Holly Lawrence   |
| 30. Okt. 2021 | Ben Kanute -2-       | Miki Taagholt     | Sam Appleton        | Paula Findlay       | Emma Pallant        | Jeanni Metzler   |
| 6. Apr. 2019  | Ben Kanute           | Rodolphe Von Berg | Adam Bowden         | Daniela Ryf         | Holly Lawrence      | Ellie Salthouse  |
| 7. Apr. 2018  | Jan Frodeno (SR) -3- | Lionel Sanders    | Tim Reed            | Anne Haug           | Holly Lawrence      | Sarah True       |
| 1. Apr. 2017  | Lionel Sanders -2-   | Chris Leiferman   | Ronnie Schildknecht | Holly Lawrence      | Ellie Salthouse     | Heather Wurtele  |
| 2. Apr. 2016  | Lionel Sanders       | Andreas Dreitz    | Tim Reed            | Heather Wurtele -2- | Caroline Steffen    | Heather Jackson  |
| 28. März 2015 | Jan Frodeno -2-      | Andy Potts        | Lionel Sanders      | Heather Jackson -2- | Heather Wurtele     | Holly Lawrence   |
| 29. März 2014 | Jan Frodeno          | Andy Potts        | Sebastian Kienle    | Heather Wurtele     | Heather Jackson     | Meredith Kessler |
| 30. März 2013 | Andy Potts -5-       | Jesse Thomas      | Andreas Böcherer    | Heather Jackson     | Heather Wurtele     | Lesley Paterson  |
| 31. März 2012 | Andy Potts -4-       | Richie Cunningham | Jesse Thomas        | Melanie McQuaid     | Heather Jackson     | Meredith Kessler |
| 3. Apr. 2011  | Andy Potts -3-       | Rasmus Henning    | Michael Weiss       | Mirinda Carfrae -3- | Heather Jackson     | Magali Tisseyre  |
| 27. März 2010 | Michael Raelert      | Matthew Reed      | Rasmus Henning      | Mirinda Carfrae -2- | Lesley Paterson     | Samantha McGlone |
| 4. Apr. 2009  | Matthew Reed         | Andy Potts        | Ronnie Schildknecht | Mirinda Carfrae     | Sarah Groff         | Leanda Cave      |
| 30. März 2008 | Andy Potts -2-       | Craig Alexander   | Paul Ambrose        | Erika Csomor        | Mirinda Carfrae     | Leanda Cave      |
| 31. März 2007 | Andy Potts           | Jens Koefoed      | Lewis Elliot        | Kate Major          | Dede Griesbauer     | Becky Lavelle    |
| 18. März 2006 | Luke Bell            | Andy Potts        | Spencer Smith       | Michellie Jones -2- | Desirée Ficker      | Erika Csomor     |

### Ralphs California Half-Ironman – bis 2005
Von 2002 bis 2005 wurde die Veranstaltung unter dem Namen Ralphs California Half-Ironman ausgerichtet.
| Datum/Jahr    | Männer                 | Männer          | Männer             | Frauen           | Frauen         | Frauen          |
| Datum/Jahr    | Erster Platz           | Zweiter Platz   | Dritter Platz      | Erster Platz     | Zweiter Platz  | Dritter Platz   |
| ------------- | ---------------------- | --------------- | ------------------ | ---------------- | -------------- | --------------- |
| 19. März 2005 | Torbjørn Sindballe -2- | Chris Lieto     | Timo Bracht        | Samantha McGlone | Desirée Ficker | Michellie Jones |
| 3. Apr. 2004  | Francois Chabaud       | Luke Bell       | Rutger Beke        | Michellie Jones  | Heather Fuhr   | Monica Caplan   |
| 5. Apr. 2003  | Tim DeBoom             | Rutger Beke     | Torbjørn Sindballe | Heather Fuhr     | Andrea Fisher  | Nicole DeBoom   |
| 19. Mai 2002  | Torbjørn Sindballe     | Craig Alexander | Peter Clode        | Katja Schumacher | Heather Fuhr   | Dolly Ginter    |

Ergebnisse 2000 und 2001 siehe: Ironman California